# RTL 7
RTL 7 – telewizja komercyjna nadająca w Polsce w latach 1996–2002, uruchomiona przez koncern CLT-UFA (dziś RTL Group) oraz Universal Studios.

## Historia
RTL 7 uruchomiono 6 grudnia 1996 roku (jako tło muzyczne podczas odliczania do startu służył utwór The Final Countdown zespołu Europe), a jako pierwszą audycję nadano serial animowany dla dzieci pt. Kacper. W początkowym okresie działalności przy tworzeniu programu ramowego redakcja RTL 7 kładła szczególny nacisk na produkcje, których nazwy kojarzą się z cyfrą siedem.
Wkrótce centrala w Luksemburgu wprowadziła znaczne cięcia budżetowe, przez co finansowanie stacji zostało ograniczone (mimo że przez kilka lat istnienia popularność kanału RTL 7 systematycznie rosła). W 1999 roku z finansowania stacji wycofało się także Universal Studios. Wraz z końcem marca 2000 roku zdjęto z anteny program informacyjny 7 minut – wydarzenia dnia, a kilka miesięcy później program Zoom. Jednocześnie zmieniono logo oraz oprawę graficzną stacji (którą wzorowano na holenderskim kanale należącym do CLT-UFA pod nazwą Veronica w latach 1996–2001). Stacja chciała w ten sposób odciąć się od swojego starego wizerunku. Produkcja własna kanału została ograniczona do zera. Innym powodem było także przejęcie współpracującego z RTL 7 kanału Nasza TV (oraz przemianowanie na TV4) przez Polsat. W związku z tym, po kilku latach współpracy programowej, programy luksemburskiego nadawcy przestano retransmitować drogą naziemną.
Ostatecznie pod koniec 2001 roku telewizję RTL 7 wykupiła polska Grupa ITI. 1 marca 2002 roku zastąpiono ją telewizją TVN Siedem, nadającą głównie powtórki filmów i seriali z anteny głównej TVN-u.

## Produkcja własna
- 7 minut – Wydarzenia dnia  Osobny artykuł: 7 minut – wydarzenia dnia.
- 7 na siedem – magazyn
- 52 minuty – magazyn reporterski
- Beczka śmiechu – program komediowy Krzysztofa Janczaka
- Gra w przeboje[4] – muzyczny teleturniej prowadzony przez Wojciecha Malajkata; jego produkcją zajmowała się firma Euromedia TV (za sprawą emisji 6 razy w tygodniu powstało ponad 230 odcinków programu)[5]; powstał w oparciu o audycję Prenez l'air[a].
- Gram w Siódemkę – program Anny Fizek i Roberta Janowskiego
- KOP (Komentarz Okropnie Poważny)
- Muzyka w RTL 7 – pasmo teledysków emitowane w godzinach nocnych
- Piękny i Bestia – program Wojciecha Cejrowskiego i Alicji Resich-Modlińskiej, emitowany od września 1999 do marca 2000
- Podaj dalej – teleturniej prowadzony początkowo przez Piotra Wiszniowskiego, a następnie przez Wiesława Tupaczewskiego[6], oparty na formacie Hot Streak (emitowanym pierwotnie w Stanach Zjednoczonych pod nazwą Bruce Forsyth’s Hot Streak). W programie rywalizowały ze sobą dwie drużyny; każda z nich miała za zadanie przekazać hasło zawodnikowi na końcu kolejki, używając jako wskazówek pojedynczych słów, z zastrzeżeniem, że wyrazy te nie mogły się powtórzyć. Lepszy zespół przechodził do finału. W programie można było zdobyć nagrody pieniężne. Produkcją audycji zajmowały się Euromedia TV oraz Grundy International[7].
- Prognoza pogody – jedną z prowadzących była Maja Popielarska
- Sexplozja – program erotyczny emitowany po godz. 23
- Siedem pokus – program muzyczny Agnieszki Maciąg[8]
- Śmiechoteka – program komediowy Krzysztofa Janczaka
- Ukryta kamera
- Ulubione kawałki – program w którym goście Marka Niedźwieckiego opowiadali o swoim guście muzycznym
- W akcji – magazyn policyjny
- Wieczór z reklamą – program rozrywkowy
- Wieczór z Wampirem – talk-show Wojciecha Jagielskiego. Program próbowano kontynuować jako:
- Wieczór z Modliszką – talk-show Alicji Resich-Modlińskiej (wyemitowano 2 lub 3 odcinki pilotażowe i zrezygnowano z projektu)
- Zoom – magazyn sensacji i rozrywki – program, w którym pokazywano reportaże z życia codziennego; prowadzili go Artur Sokołowski i Magda Mołek.
  - Extra Zoom – wydanie specjalne magazynu „Zoom”.
- Zwariowana kamera – program podobny do późniejszego Mamy cię! telewizji TVN, prowadzony przez Jarosława Budnika.[potrzebny przypis]
- V7 – lista przebojów gier komputerowych, wraz z ich minirecenzjami, prowadzony przez redaktorów magazynu Gambler – Marcina Grabskiego i Maksymiliana "McSona" Wrzesińskiego[9].

## Bloki z kreskówkami
Pasma dziecięce:
- Kramik z bajkami,
- Siódemka dzieciakom,
- Odjazdowe kreskówki.

W czasie swojego istnienia RTL7 emitowało wiele seriali animowanych:
| - Basket Fever - Beethoven, - Bionic Six, - Bolek i Lolek, - Casper, - Calvin i pułkownik, - Cutlas, - Delfy, - Dennis Rozrabiaka, - Denver, ostatni dinozaur, - Dragon Ball, - Dragon Ball Z, - Dragon Ball GT, - Donkey Kong, - Dżdżownica Jim, - Elliot Mysz i Nietykalni, - Exosquad, - Niebezpieczne dinozaury, - Gdzie jest Wally?, - Gnomy, mali strażnicy przyrody, - Grupa specjalna Eko, - Kacper i przyjaciele, - Kangoo, - Klejnot snów, - Łowca dusz, - Nanuk z Północy, - O czym szumią wierzby, - Orkiestra Oskara, | - Pampalini łowca zwierząt, - Pies Binfordów, - Pogromcy zła (Monster Force), - Powrót do przyszłości, - Przygody Papirusa, - Reksio, - Rycerze Zodiaku, - Ptaszek Firgolaszek, - Rocky, Łoś Superktoś i przyjaciele, - S.O.S. Croco, - Simba, król lew, - Skippy, - Slayers: Magiczni wojownicy, - Speed Racer, - Starla i Jeźdźcy, - Superpies, - Sylvan, - Świat Bobbiego, - Trefniś, - Waleczny Herkules, - Wezyr Nic-po-nim, - Wilki morskie, - Wing Commander, - Wojowniczki z Krainy Marzeń, - Woody Woodpecker, - Yaiba – legendarny samuraj, - Załoga 51, - Zimowe Igrzyska (Pierre et Isa), - Zwierzofraszki. |

## Logo
| Lata                             | Opis | Logo |
| -------------------------------- | --- | ---- |
| 6 grudnia 1996 – 2 kwietnia 2000 | Czerwony prostokąt z wyciętymi literami RTL, po prawej nachodzące na niego pomarańczowo-czerwone koło z wyciętą cyfrą 7.                     |      |
| 3 kwietnia 2000 – 1 marca 2002   | Logo podobne do poprzedniego. Niebieski prostokąt z szarobiałymi literami RTL wchodzący w czerwono-pomarańczowy owal z jasnosrebrną cyfrą 7. |      |